# Blake Ricciuto
Blake Ashley Ricciuto Harriot (n. Sídney, Australia, 2 de septiembre de 1992) es un futbolista australiano de  padre uruguayo.
Es el cuarto futbolista australiano que juega en Sudamérica después de John Crawley, Victor Cristaldo y Richard Porta.

## Carrera
Antes de firmar con Peñarol se probó 3 meses en Danubio.
En una entrevista con Four Four Two, Riccuito habló de la diferencia entre el fútbol en Uruguay y Australia "A los 14 años, ellos entrenan cada día en su club mientras en Australia no tenemos éso."
El 1 de septiembre de 2014 fue traspasado del Peñarol al Canadian de la Segunda División.
En 2016, firma con el Rockdale City Suns FC de la ciudad de Sídney.

## Clubes
| Club               | País      | Año       | Partidos | Goles' |
| ------------------ | --------- | --------- | -------- | ------ |
| Peñarol            | Uruguay   | 2014      | 0        | 0      |
| Canadian           | Uruguay   | 2014–2015 | 27       | 0      |
| Rockdale City Suns | Australia | 2016-2018 | 1        | 0      |
| DPMM FC            | Brunéi    | 2019-     | 24       | 9      |